# Rie Gilhuys

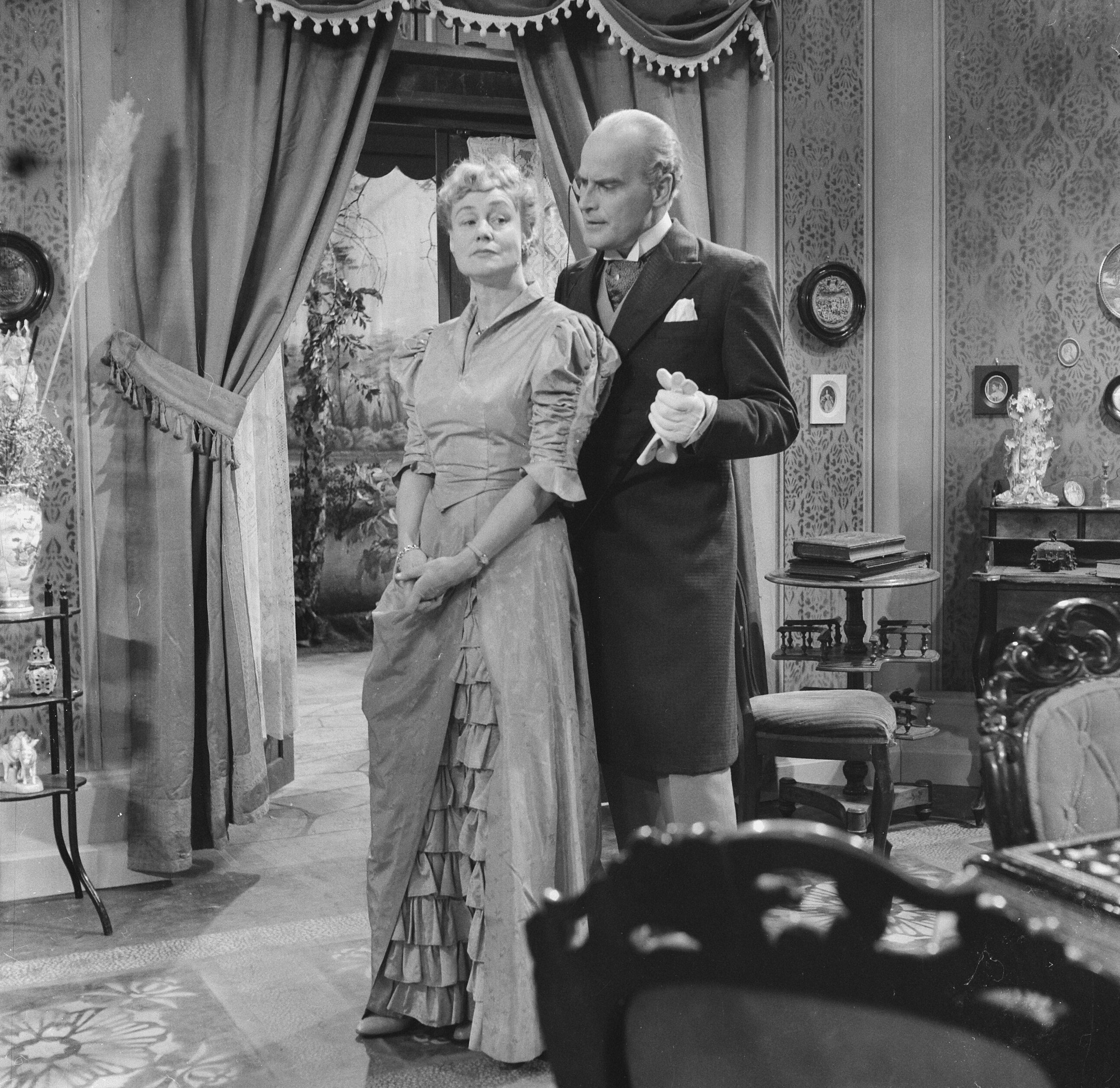
Rie Gilhuys (links) en Lo van Hensbergen (rechts) in Hedda Gabler (1959)

Rie Gilhuys, artiestennaam van Maria Gilhuijs, (Amsterdam, 22 mei 1905 – Amsterdam, 26 november 1998) was een Nederlands toneelacteur.

## Biografie
Gilhuys was een dochter van het acteursechtpaar Marie Gilhuys-Sasbach en Charles Gilhuys. In 1953 trouwde ze met jurist Henri Jacques George Ivens (1903-1971), broer van Joris Ivens.
Ze kreeg het acteren dus van huis uit mee, maar was tijdens haar middelbare schoolperiode aan de Hogereburgerschool nog niet zeker van een beroep aan het toneel. Haar naam werd voor het eerst in de pers genoemd in augustus 1923. Ze viel toen in voor een zieke Nel Stants (verplichte rustkuur) bij het gezelschap van Eduard Verkade dat Naar het U lijkt op de planken bracht. Tegenspeler was toen Albert van Dalsum, die net Verkade als acteur had vervangen.  Verkade zat door de ziekte van Stants in paniek; de moeder van Rie Gilhuys kwam speciaal uit Antwerpen over om haar dochter aan te prijzen; Rie had toen totaal nog geen ervaring en moeder vond dat Verkade de aangewezen persoon was om Rie naar en op het toneel te begeleiden. Een daadwerkelijk opleiding aan een instituut zou nooit (meer) volgen.
Vanaf  haar achttiende stond ze op de planken in producties van Albert van Dalsum en Hagespelers) en Herman Schwab met het Hofstad Tooneel. Ze zou van dat laatste gezelschap vier jaar medewerker blijven deel uitmaken. Andere  toneelgezelschappen zoals het Centraal Tooneel volgden, maar was af en toe ook voor langere perioden niet op het toneel. Bij dat Centraal Tooneel (periode 1933-1945) speelde ze samen met Mary Dresselhuys, Joan Remmelts en Cees Laseur. In 1934 ondernam ze een tournees met Willem van der Veer naar Suriname en de Nederlandse Antillen gevolgd door een tournee met Cor Ruys naar Nederlands-Indië in 1938. Na het Centraal Tooneel sloot ze zich aan bij Toneelgroep Comedia (periode 1945-1952), Nieuwe Nederlands Tooneelgezelschap (1956-1958), Ensemble (1958-1960), Comedie (door haarzelf en Ton Kuyl geleid), Toneelgroep Theater (1961-1962) en Rotterdams Toneel (1962-1963).
Eén van haar laatste producties was Ik Claudius van Robert Graves (boek) en John Mortimer (toneel) onder regie van Ton Lutz met Zuidelijk Toneel Globe. Ze speelde toen Livia, de grootmoeder van Claudius I, gespeeld door Siem Vroom.
Gilhuys overleed op 26 november 1998 en werd op De Nieuwe Ooster gecremeerd; haar as werd verstrooid op zee.